# Anawalt
Anawalt és una població dels Estats Units a l'estat de Virgínia de l'Oest. Segons el cens del 2000 tenia 272 habitants.

## Demografia
Segons el cens del 2000, Anawalt tenia 272 habitants, 114 habitatges, i 77 famílies. La densitat de població era de 161,6 habitants per km².
Dels 114 habitatges en un 25,4% hi vivien nens de menys de 18 anys, en un 50% hi vivien parelles casades, en un 12,3% dones solteres, i en un 31,6% no eren unitats familiars. En el 28,9% dels habitatges hi vivien persones soles el 18,4% de les quals corresponia a persones de 65 anys o més que vivien soles. El nombre mitjà de persones vivint en cada habitatge era de 2,39 i el nombre mitjà de persones que vivien en cada família era de 2,91.
Per edats la població es repartia de la següent manera: un 21% tenia menys de 18 anys, un 7,4% entre 18 i 24, un 28,7% entre 25 i 44, un 26,8% de 45 a 60 i un 16,2% 65 anys o més.
L'edat mediana era de 42 anys. Per cada 100 dones de 18 o més anys hi havia 83,8 homes.
La renda mediana per habitatge era de 13.333 $ i la renda mediana per família de 17.321 $. Els homes tenien una renda mediana de 30.938 $ mentre que les dones 14.375 $. La renda per capita de la població era de 8.953 $. Entorn del 37,3% de les famílies i el 37% de la població estaven per davall del llindar de pobresa.

## Poblacions més properes
El següent diagrama mostra les poblacions més properes.